# Bonnefontaine (Le Mouret)
Bonnefontaine (toponimo francese; in tedesco Muffethan, desueto) è una frazione di 507 abitanti del comune svizzero di Le Mouret, nel Canton Friburgo (distretto della Sarine).

## Storia

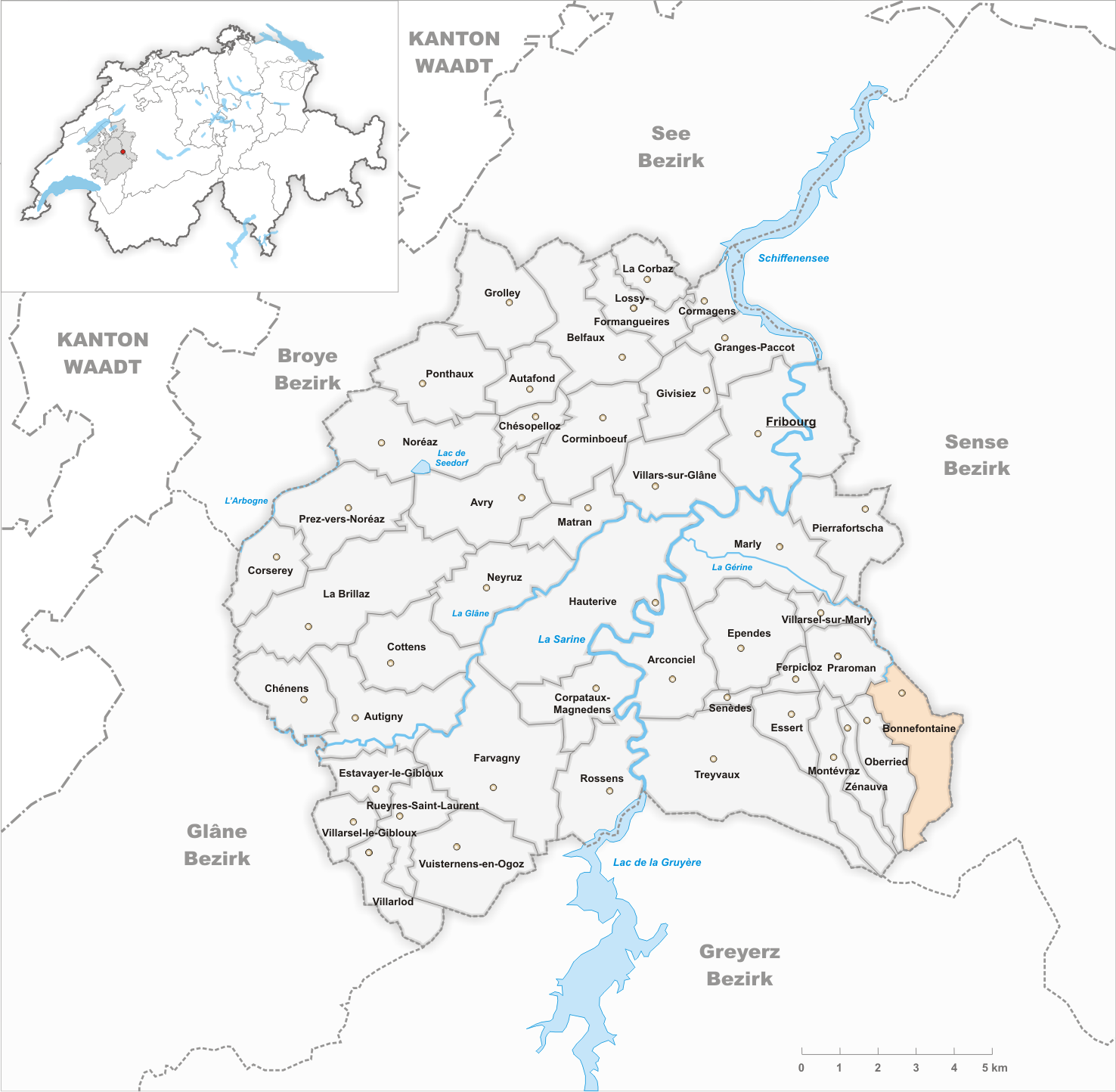
Il territorio del comune di Bonnefontaine prima degli accorpamenti comunali del 2003

Già comune autonomo che nel 1989 aveva inglobato il comune soppresso di Montécu, il 1º gennaio 2003 è stato accorpato agli altri comuni soppressi di Essert, Montévraz, Oberried, Praroman e Zénauva per formare il nuovo comune di Le Mouret.

## Monumenti e luoghi d'interesse
- Chiesa cattolica di Nostra Signora di Lourdes, eretta nel 1894[1].

## Società

### Evoluzione demografica
L'evoluzione demografica è riportata nella seguente tabella (dal 2000 con Montécu):
Abitanti censiti

## Amministrazione
Ogni famiglia originaria del luogo fa parte del comune patriziale che ha la responsabilità della manutenzione di ogni bene comune.